# Droga krajowa nr 224 (Kostaryka)
Droga krajowa nr 224 (hiszp. Ruta Nacional Secundaria 224/Ruta 224) – jedna z dróg krajowych w Kostaryce. Znajduje się ona w prowincjach Cartago.

## Opis
W prowincji Cartago droga krajowa nr 224 przebiega przez kanton Paraíso (przez dystrykty Paraíso i Santiago, Orosí, Cachí i Birrisito).